# 巴润哈尔莫墩镇
巴润哈尔莫墩镇（維吾爾語：بارۇن خارمودۇن بازىرى‎，拉丁维文：Barun Xarmodun Baziri），是中华人民共和国新疆维吾尔自治区巴音郭楞蒙古自治州和静县下辖的一个乡镇级行政单位。

## 行政区划
巴润哈尔莫墩镇下辖以下地区：
巴音街社区、文化街社区、商业街社区、工业街社区、呼青衙门村、查汗赛尔村、阿日勒村、哈尔乌苏村、阿尔孜尕尔村、开来村、拜勒其尔村和查汗通古村。